# Hugo Mallo
Hugo Mallo Novegil (ur. 22 czerwca 1991 w Marín) – hiszpański piłkarz występujący na pozycji prawego obrońcy w od 2024 roku zawodnik greckiego Arisu.

## Kariera klubowa
Mallo zaczął swoją karierę juniorską w klubach EF Porvir, później Pontevedra CF. Profesjonalny kontrakt podpisał z Celtą Vigo. Natychmiast został włączony do kadry pierwszego zespołu. 29 sierpnia 2009 roku zadebiutował w oficjalnym meczu z CD Numancia.

### Statystyki klubowe
| Sezon   | Klub       | Kraj      | Liga             | Mecze | Bramki | Puchar Kraju | Mecze | Bramki |
| ------- | ---------- | --------- | ---------------- | ----- | ------ | ------------ | ----- | ------ |
| 2009/10 | Celta Vigo | Hiszpania | Segunda División | 19    | 0      | Puchar Króla | 5     | 0      |
| 2010/11 | Celta Vigo | Hiszpania | Segunda División | 28    | 1      | -            | -     | -      |
| 2011/12 | Celta Vigo | Hiszpania | Segunda División | 34    | 0      | Puchar Króla | 3     | 0      |
| 2012/13 | Celta Vigo | Hiszpania | Primera División | 17    | 0      | Puchar Króla | 4     | 0      |
| 2013/14 | Celta Vigo | Hiszpania | Primera División | 33    | 0      | Puchar Króla | 2     | 0      |
| 2014/15 | Celta Vigo | Hiszpania | Primera División | 28    | 1      | Puchar Króla | 1     | 0      |
| 2015/16 | Celta Vigo | Hiszpania | Primera División | 34    | 1      | Puchar Króla | 7     | 0      |
| 2016/17 | Celta Vigo | Hiszpania | Primera División | 23    | 2      | Puchar Króla | 6     | 0      |
| 2017/18 | Celta Vigo | Hiszpania | Primera División | 34    | 0      | Puchar Króla | 4     | 0      |
| 2018/19 | Celta Vigo | Hiszpania | Primera División | 35    | 1      | -            | -     | -      |

Stan na: 20 maja 2019 r.